# Emmelia
Emmelia är ett släkte av fjärilar som beskrevs av Jacob Hübner 1821. Emmelia ingår i familjen nattflyn.

## Dottertaxa tillEmmeliai urval, alfabetisk ordning
- Emmelia deleta Staudinge, 1877
- Emmelia fascialis Hampson, 1894
- Emmelia trabealis Scopoli, 1763, (synonym med Acontia trabealis)
- Emmelia viridisquama Guenée, 1852

## Bildgalleri

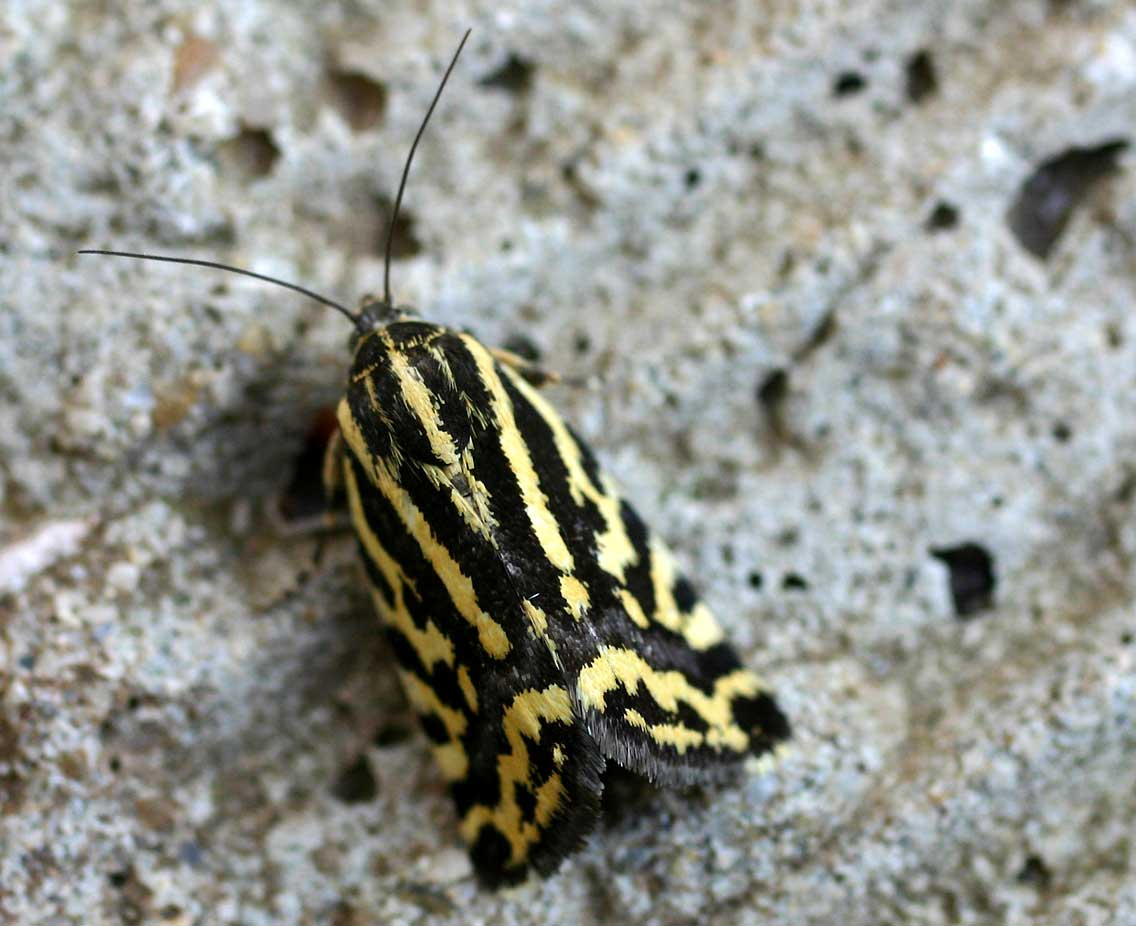